# MSC Preziosa
Az MSC Preziosa egy Fantasia osztályú üdülőhajó, amely az MSC Cruises birtokol és üzemeltet. 2013 márciusában lépett szolgálatba. Ő az osztályának első két hajójának, az MSC Splendidának és az MSC Fantasiának továbbfejlesztett változata; megegyezik az előző MSC Divinával . Március 13-án debütált a Fantasia osztály negyedik hajójaként.
Az MSC Preziosa-t 2010 és 2013 között építették a franciaországi St. Nazaire-i STX hajógyárban, és 2013 márciusában adták át. 3502 utast képes befogadni 1310 külső kabinban és 327 belső kabinban van, amelyek 1370 fős személyzettel rendelkeznek. Ő volt az MSC Cruises 13. üdülőhajója.

## Specifikációk és kényelem

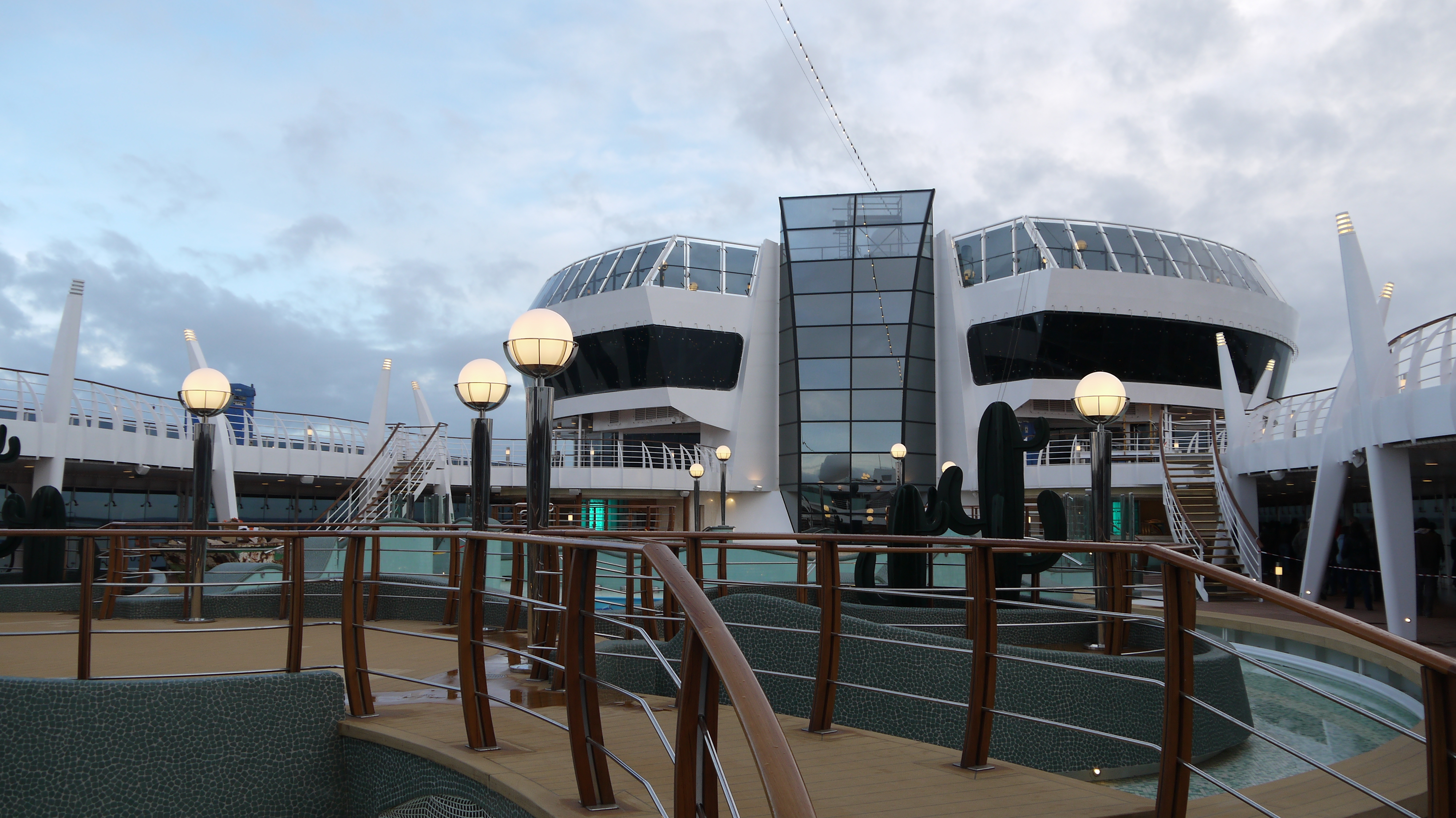
MSC Preziosa Chantiers de Saint Nazaire 2013. március 10-én

Az MSC Preziosa 333 méter (1092,52 ft) hosszú, a hajótest szélessége 37,92 méter (124 ft 5 in) és a merülése 8,45 méter (27 ft 9 in). Akár 3,502 utast is képes befogadni, 1,325 fős személyzettel. 13 utasfedélzete van, amelyek 1,310 külső kabint és 327 belső kabint tartalmaznak. Sebessége 23 csomó (43 km/h, 26 mph).

## Szolgálati története

### Építés

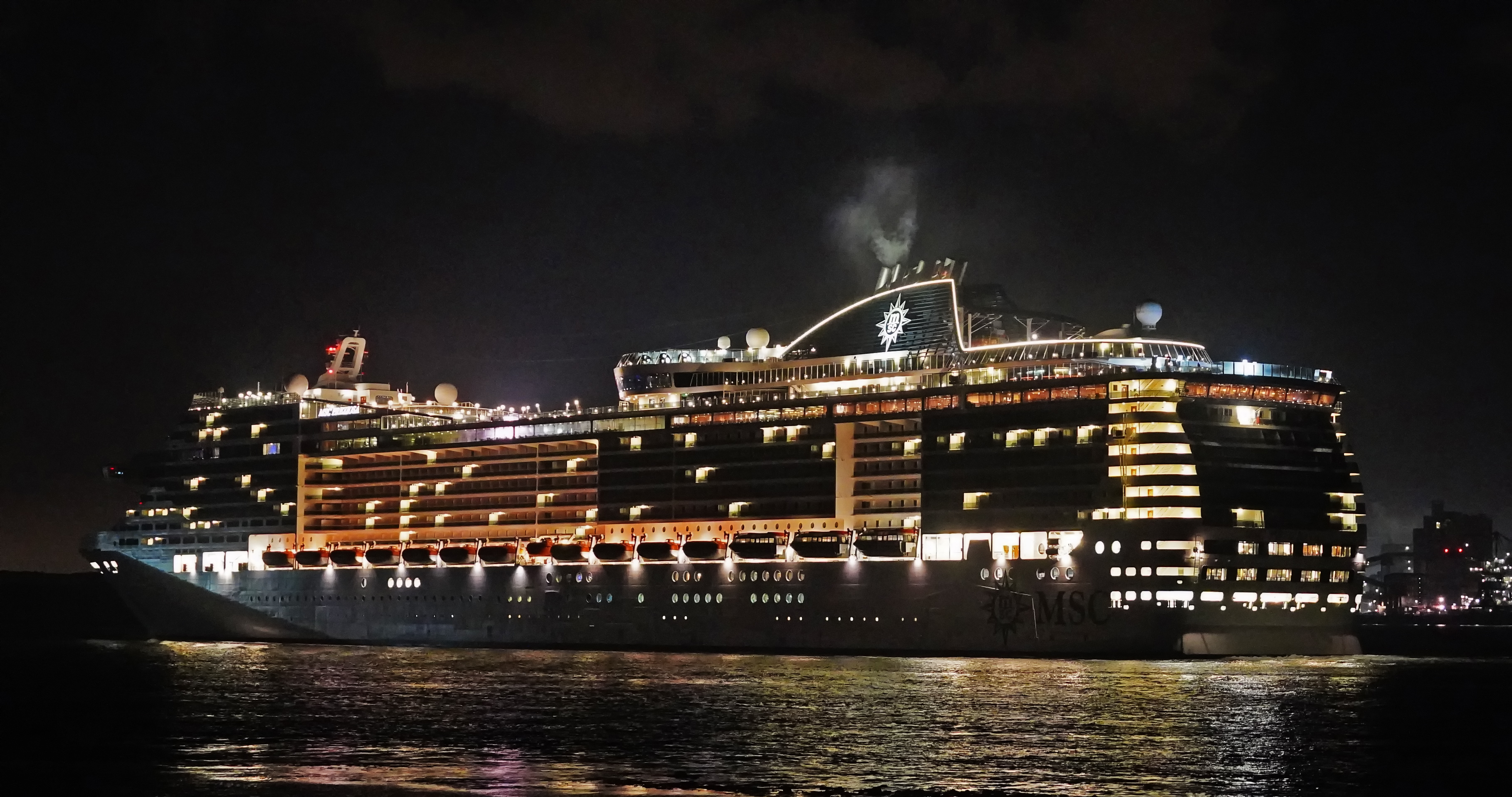
MSC Preziosa, Hook of Holland, 2019. április 30.

Az MSC Preziosa építése 2010-ben kezdődött és 2013 márciusában fejeződött be. 2010. június 4-én szándéknyilatkozatot írtak alá az STX France és a líbiai állami vállalat, a General National Maritime Transport Corporation (GNMTC) között, hogy megépítsék a Phoenicia nevű tengerjáró hajót, amely hasonló az MSC Fantasia-hoz és az MSC Splendida-hoz . A Corporation elrendelte a hajót Hannibál Kadhafi , Muammar Kadhafi negyedik fia parancsára, hogy luxuscirkálóipart indítson az országban. Az eredeti tervnek tartalmaznia kellett a többi Fantasia osztályú hajón található létesítményeket, de a hajó tartalmaz egy nagy akváriumtartályt is, amely hat cápát tartalmaz. Az építkezés során 2011 februárjában kitört a líbiai polgárháború, és 2011 júniusában az STX France felmondta a szerződést, és új vevőt kezdett keresni a hajótestre. 2012. március 13-án az MSC bejelentette, hogy megállapodást kötött a hajó 550 millió euróért történő megvásárlásáról, amelynek specifikációja megegyezik az MSC Divina nevével, elnevezve a hajót Preziosának.  Keresztanyja,  Sophia Loren keresztelte el, aki szintén a hajó testvérhajójának, az MSC Divina-nak a keresztanyja.

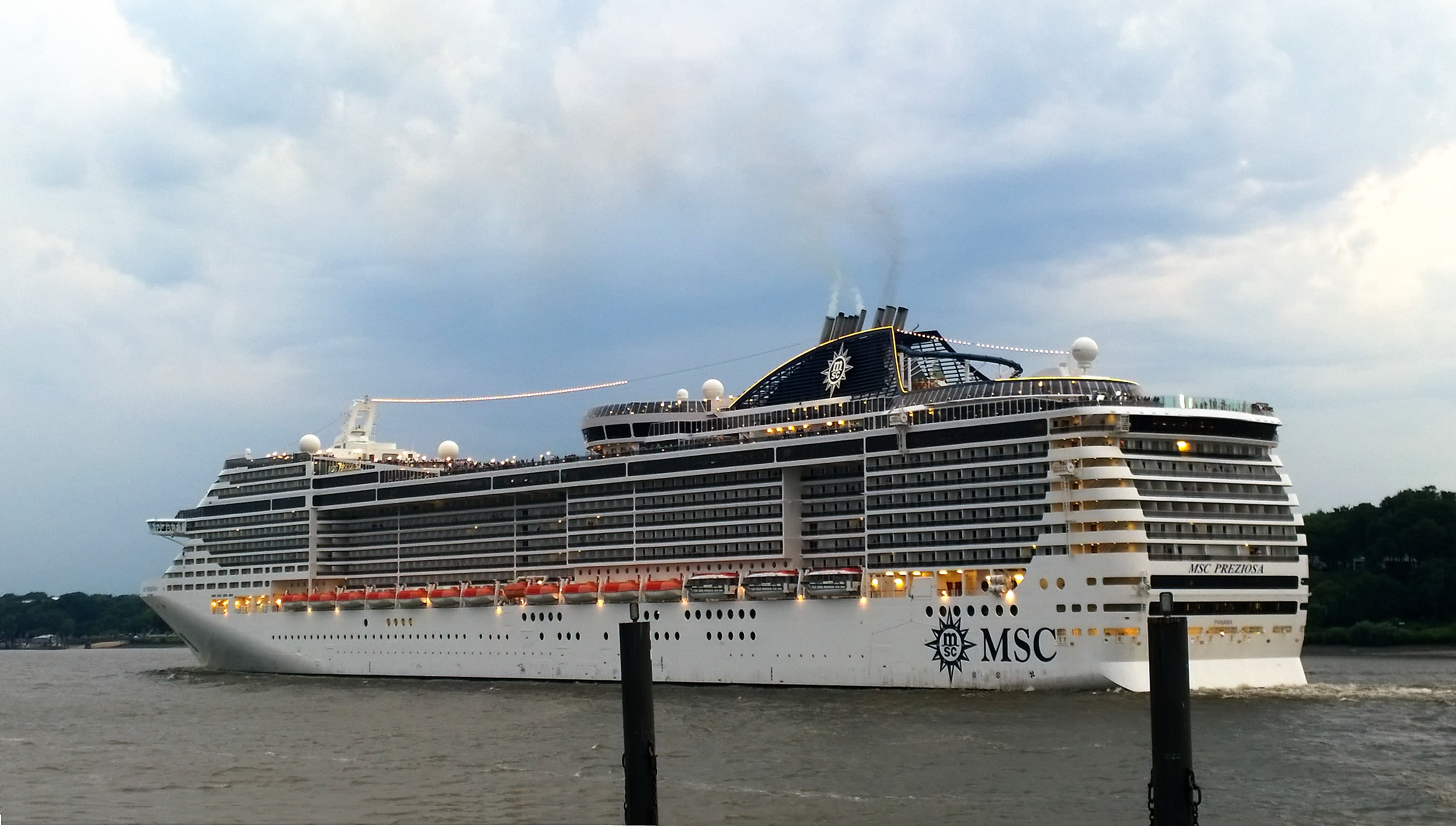
MSC Preziosa az Elbán, 2017 júniusában

### Úticélok
Az avatást megelőző út St. Nazaire-ban kezdődött és Genovában ért véget. Útba ejtette Lisszabont (Portugália), Cádizot (Spanyolország), Casablancát (Marokkó), Valenciát (Spanyolország) és Marseille-t (Franciaország), mielőtt március 22-én megérkezett Genova kikötőjébe. A 2015. márciusi tunéziai célhívásait törölték a Sousse-i terrortámadás miatt. Március és október között a Földközi-tengeren szolgált.
2014 márciusában a brazil rendőrség letartóztatta a személyzett gey tagját kokaincsempészet miatt. 2018 januárjában egy 69 éves holland utas eltűnt, miután a hajó fedélzeten történő észlelése meghiúsult, az utast a haditengerészet és a helikopterek keresése ellenére sem találták meg.
2015 nyarán az MSC Preziosa felhívta Marseille-t, Genovát, Civitavecchiát (Olaszország), Palermót (Olaszország), Cagliarit (Olaszország), korábban Tuniszt, Palmát (Spanyolország) és Valenciát. 2017 tavaszán az MSC Preziosa körutazott a Brit-szigeteken, május 9-én a Cromarty Firth-ben, Invergordonban (Skócia) járt. Ez volt a hajó első látogatása Invergordonban. 2018 májusában kezdett vitorlázni Észak-Európában az MSC Orchestra társaságában. 2018 decemberében kezdett hajózni Trinidad környékén, hónapokig a tengerjárási szezonban.
2019. március 6-án három utast kórházba szállítottak a Barbadosról induló MSC Preziosa utasai számára fenntartott repülőjárat után. Az Airbus A330-as járata 448 utast szállított, és a nyolcórás repülést követően vészhelyzetet tapasztalt. Az utasok és a személyzet tagjai megbetegedtek, valószínűleg mellkasi fertőzéssel. 2019 nyarán az MSC Preziosa körutazott az Északi-sarkvidéken és az Atlanti-óceán északi részén. A 12 napos utazás Hamburgban kezdődött, és különböző norvég kikötőkbe látogatott, köztük a Svalbard-i Spitsbergenbe. 2020 januárjában ötezer utas érkezett Trinidadba a koronavírus-járvány felfedezésekor.

### Koronavírus-világjárvány
2020. május 1-jén a CrewCenter arról számolt be, hogy az MSC Preziosa fedélzetén tartózkodó személyzet két tagjának SARS-CoV-2-tesztje pozitív volt. Az első pozitív eredményt április 30-án jelentették be a legénységnek, a másodikat pedig május 1-jén. A pozitív eredmények a legénység sok tagja számára meglepetést okoztak, mivel március 23-a óta senki sem szállt fel a hajóra, és a személyzet minden tagja április 11. óta, közel három héttel korábban, elszigetelődött a vendégkabinokban. Egy kis 25 utastérű hajó segített hazaszállítani a legénység 19 tagját Kubába. Az MSC Cruises bejelentette minden észak-amerikai útvonal felfüggesztését 2020. június 30-ig a Covid19-járvány miatt.

## Fordítás
- Ez a szócikk részben vagy egészben  a   MSC Preziosa című angol Wikipédia-szócikk ezen változatának fordításán alapul.  Az eredeti cikk szerkesztőit annak laptörténete sorolja fel. Ez a jelzés csupán a megfogalmazás eredetét és a szerzői jogokat jelzi, nem szolgál a cikkben szereplő információk forrásmegjelöléseként.